# بخش کاشل، شهرستان سوئیفت، مینه سوتا
بخش کاشل (به انگلیسی: Cashel Township) یک منطقهٔ مسکونی در ایالات متحده آمریکا است که در شهرستان سوئیفت، مینه‌سوتا واقع شده‌است.
 بخش کاشل ۹۳٫۱ کیلومتر مربع مساحت و ۱۴۳ نفر جمعیت دارد و ۳۱۲ متر بالاتر از سطح دریا واقع شده‌است.